# Lambert Petterson
Johan Lambert Petterson (né le 19 novembre 1864 à Hausjärvi - mort le 27 septembre 1938 à Helsinki) est un architecte finlandais,.

## Biographie
En 1885, Lambert Petterson obtient son diplôme d'architecte du Institut Polytechnique d'Helsinki. 
Pendant ses études, il travaille dans les cabinets d'architecture de Gustaf Nyström et de Frans Anatolius Sjöström. Après l'obtention de son diplôme, il travaille avec Theodor Decker. En 1887–1888, Lambert Petterson étudie à l'Université technique de Dresde. 
Pendant trois ans il travaille au bureau régional de la construction à Hämeenlinna. Puis Lambert Petterson s'installe à Tampere, où il est architecte de la ville de 1891 à 1900 et de 1902 à 1918. Son mandat a coïncidé avec la période de construction la plus chargée de Tampere, lorsque la plupart des bâtiments clés de la ville ont été construits.
Après son mandat à Tampere, Petterson a travaillé pour la direction des bâtiments de Finlande dans diverses villes, dont Helsinki,.
À Tampere, Lambert Petterson a renouvelé le zonage de Kyttälä et de Tammela dans les années 1890 et il a conçu de nombreux bâtiments de style néo-Renaissance dans la ville. 
Dans ses ouvrages ultérieurs, il a également adopté des influences du style Art nouveau, mais cela a gardé un rôle marginal dans sa production. 
Lambert Petterson s'est spécialisé dans la construction d'usines et il a conçu des bâtiments pour presque toutes les usines industrielles de Tampere,.

## Ouvrages
- Maison des pompiers volontaires, Heinola,  1891
- Bâtiment d'habitation, Näsilinnankatu 38, Tampere, 1892
- Pharmacie Schéele, Hämeenkatu, Tampere, 1892,[6]
- Maison Ruuskanen, Hämeenkatu, Tampere, 1892–1900
- Klingendahl, Tampere
- Siège de Finlayson, Tampere, 1895[7]
- Usine de filature et de teinture de laine Liljeroose, Kehräsaari, Tampere,  1897
- Palais Finlayson, Tampere, 1899
- Restaurant de Viikinsaari, Viikinsaari, Tampere, 1900
- Hôpital Marjata, Mariankatu, Tampere, 1912
- Extension de l'angle sud de Tampella, Tampere,  1912
- Usine de chaussures Aaltonen, Tammela, Tampere,  1913–1928
- Usine de feutre, Tampere, 1914
- Sanatorium de Tampere, 1915

## Galerie

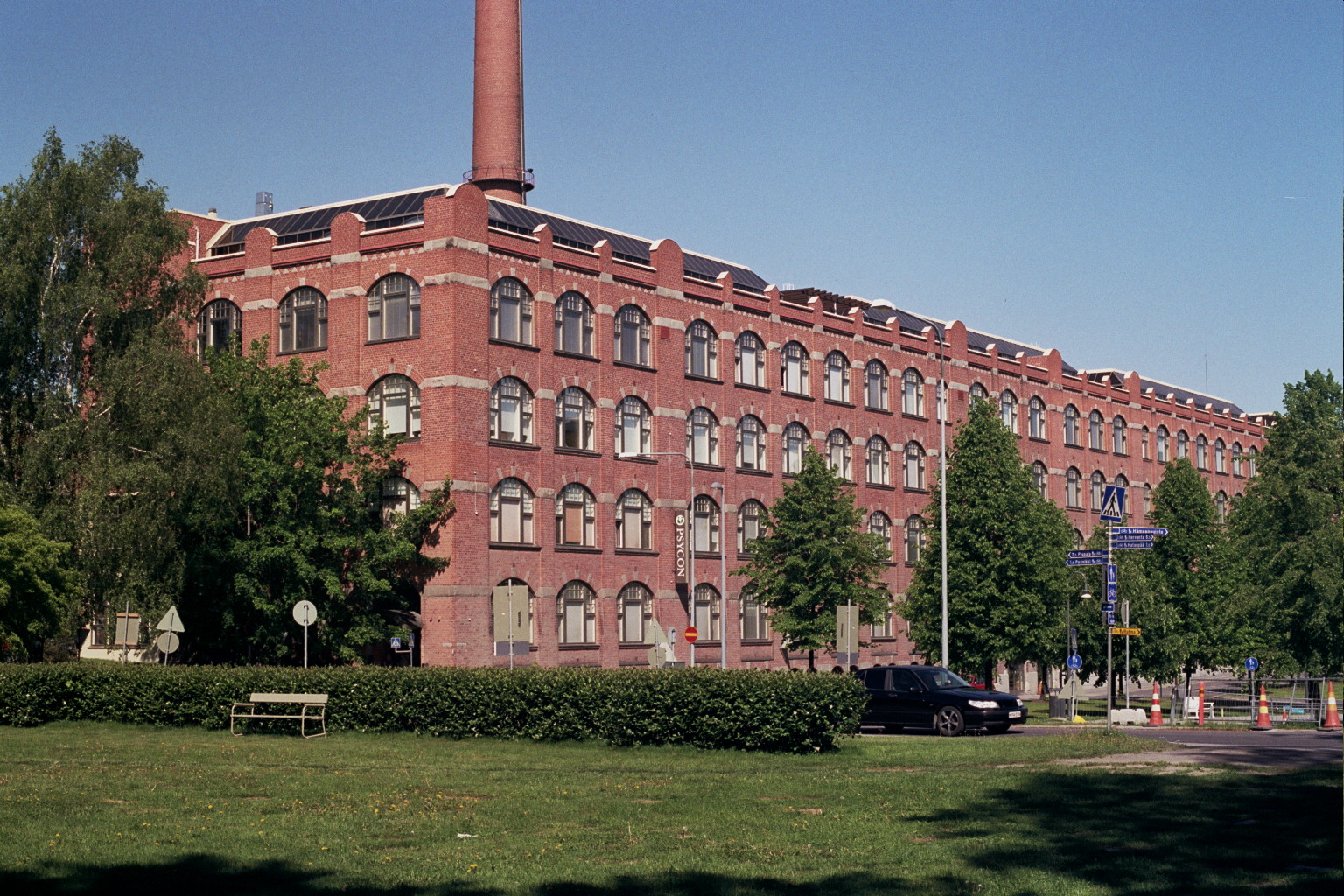
Klingendahl
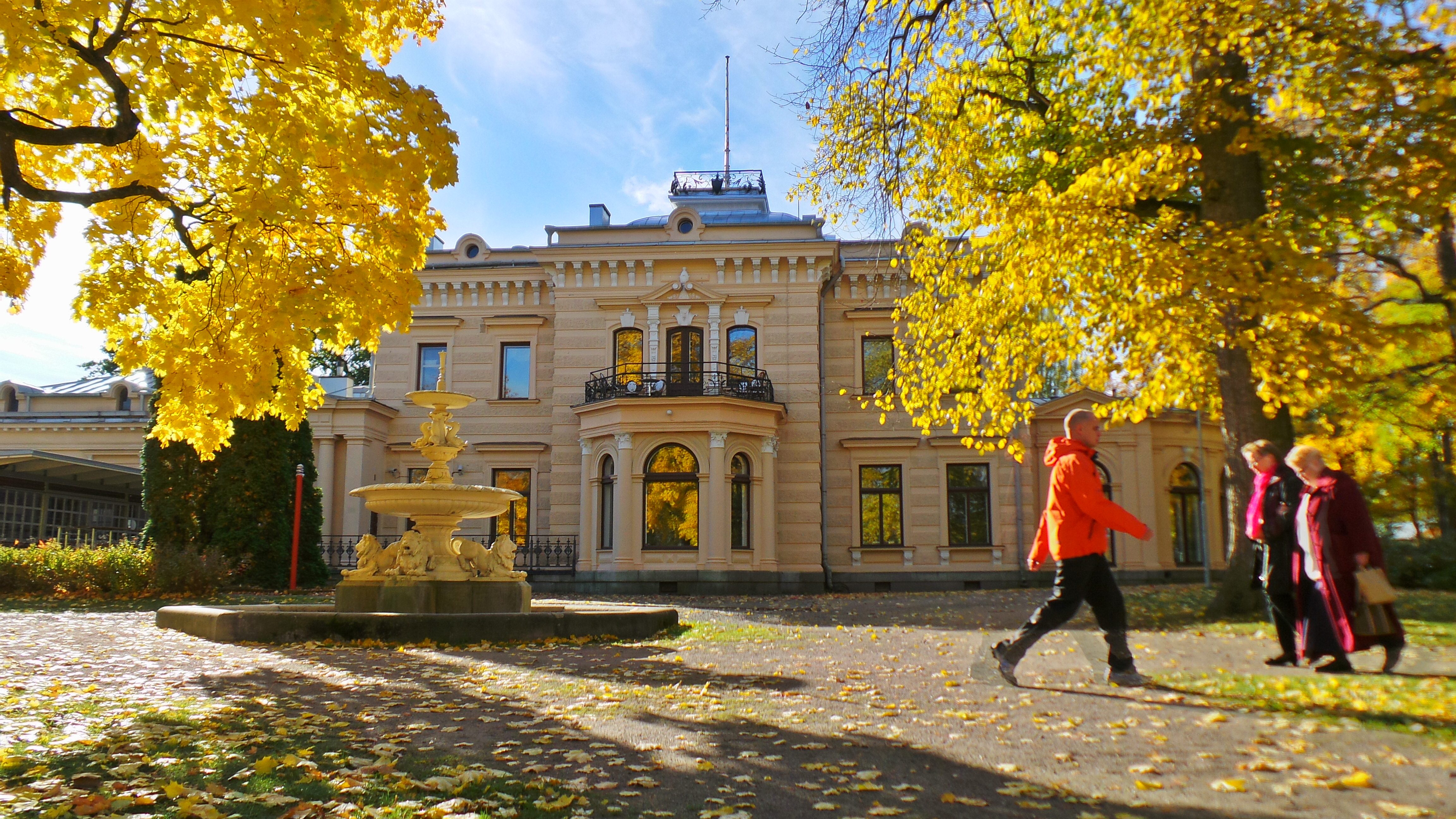
Palais Finlayson
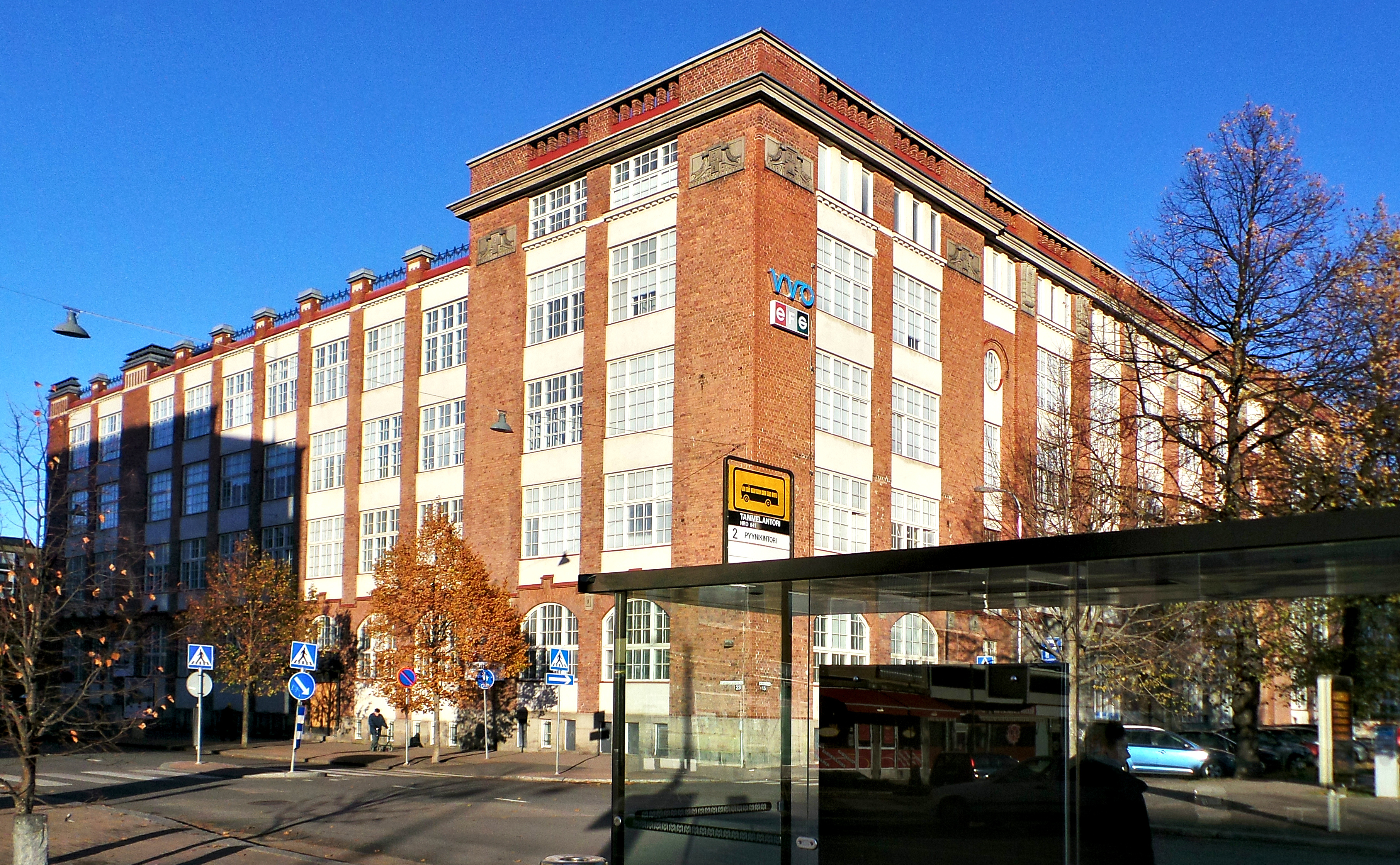
Usine de chaussures Aaltonen.
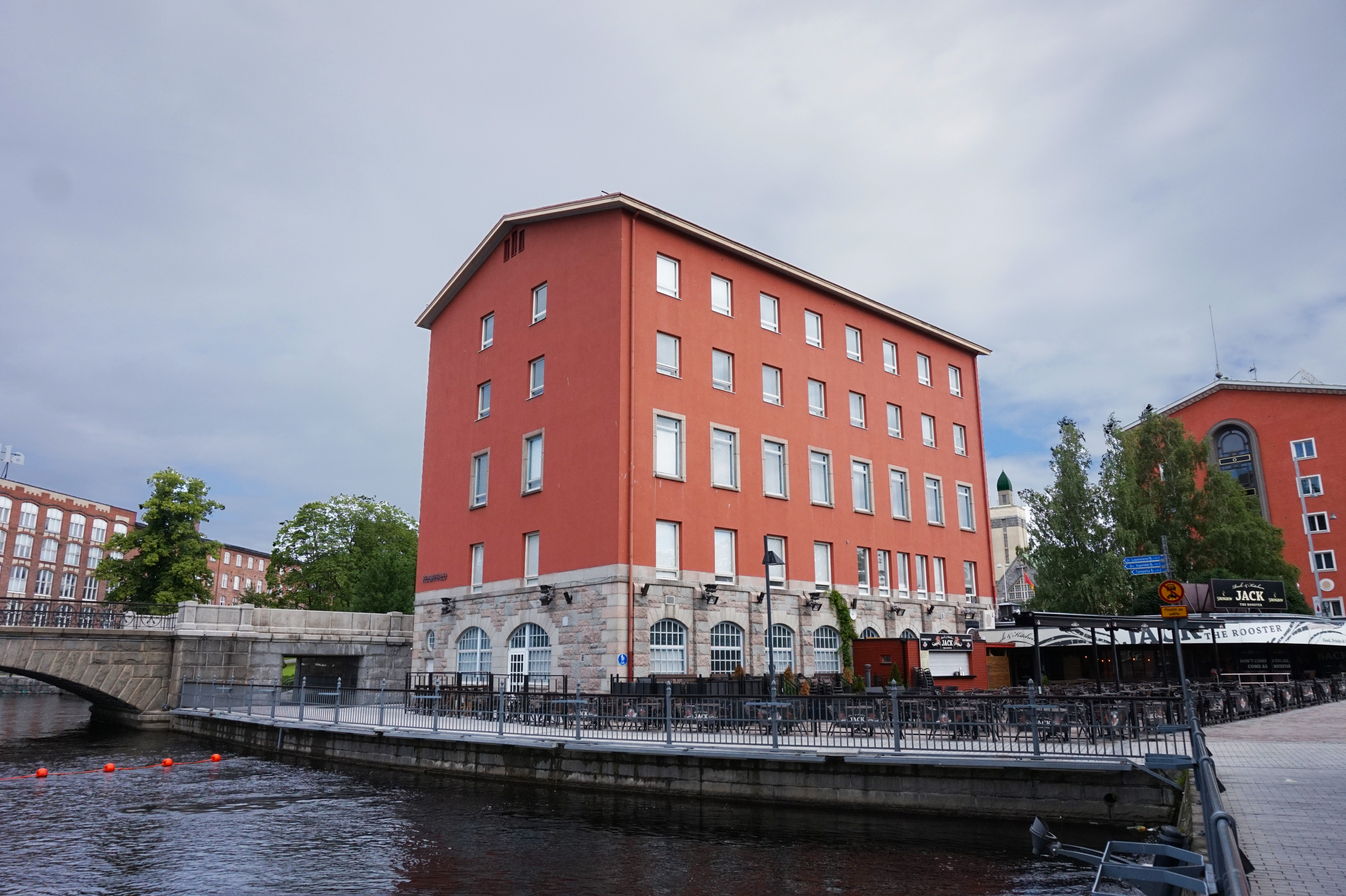
Koskitalo.
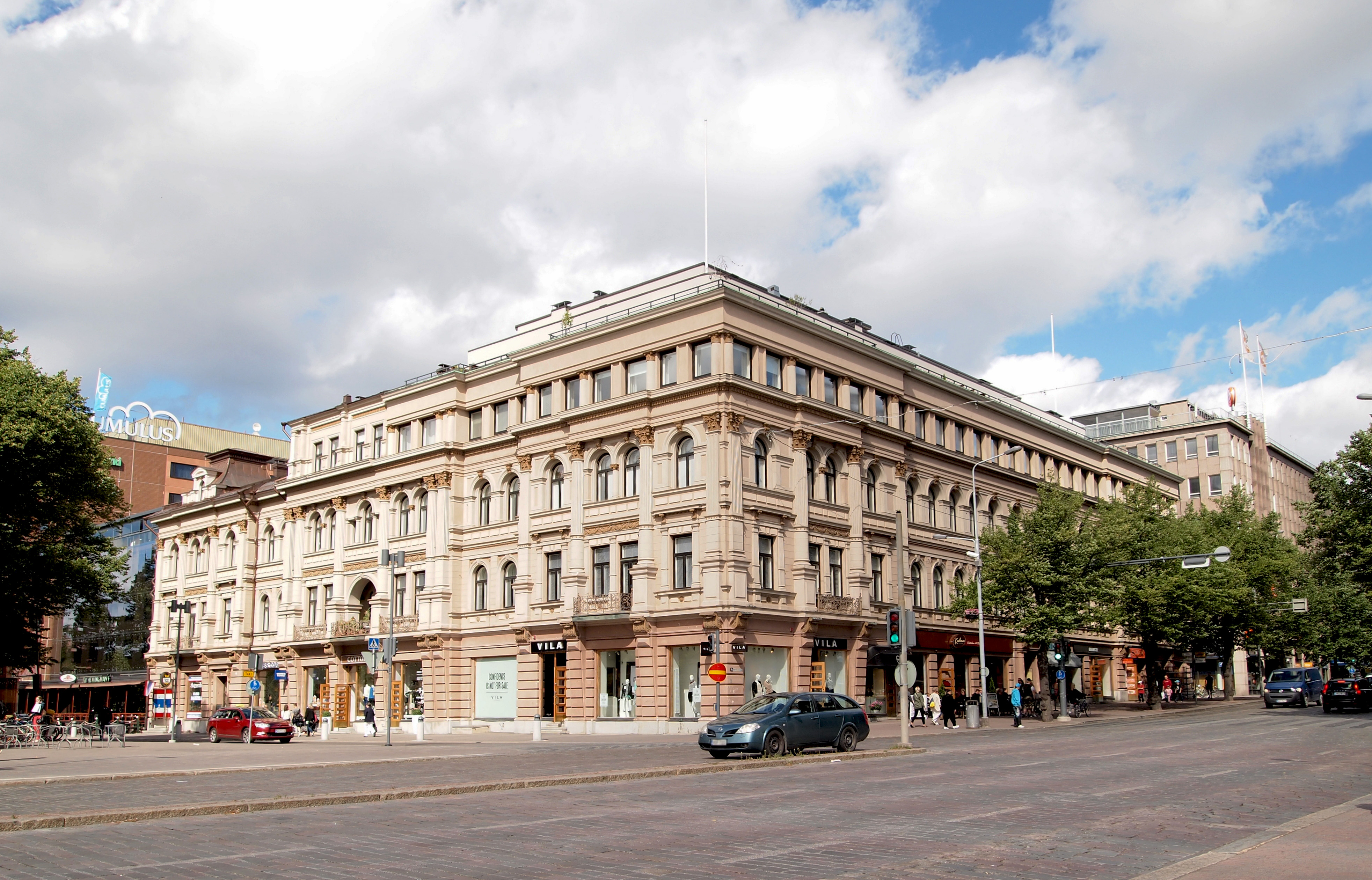
Maison Ruuskanen.
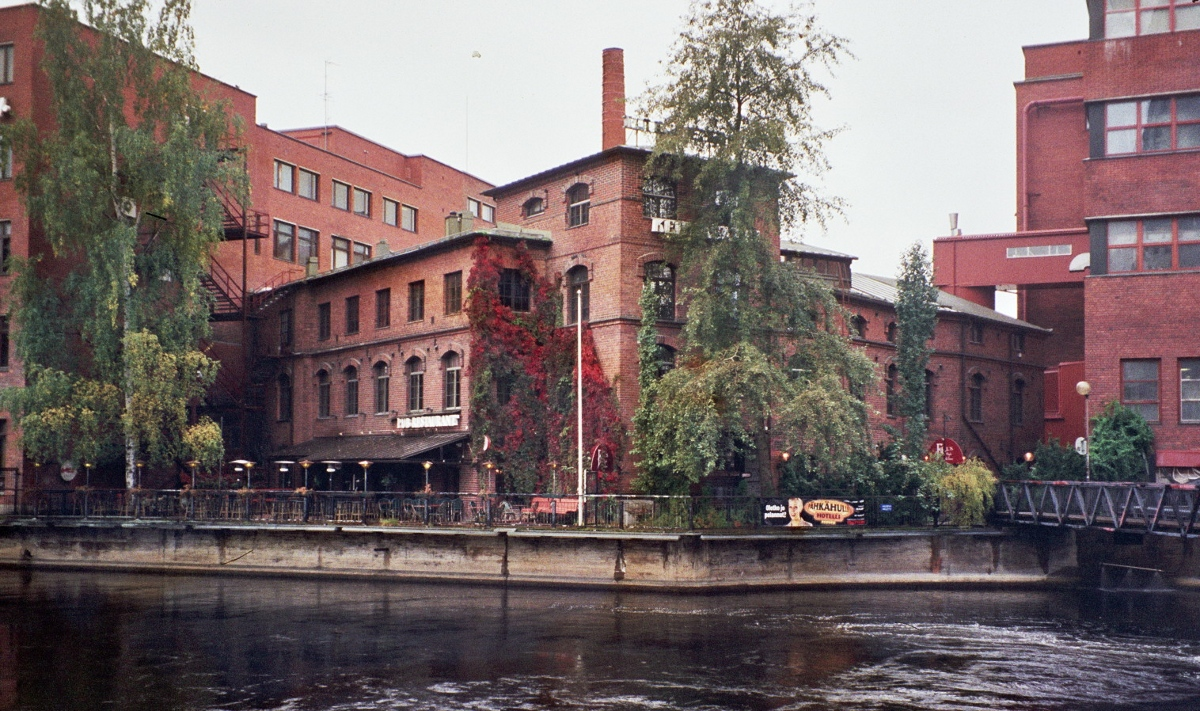
Kehräsaari
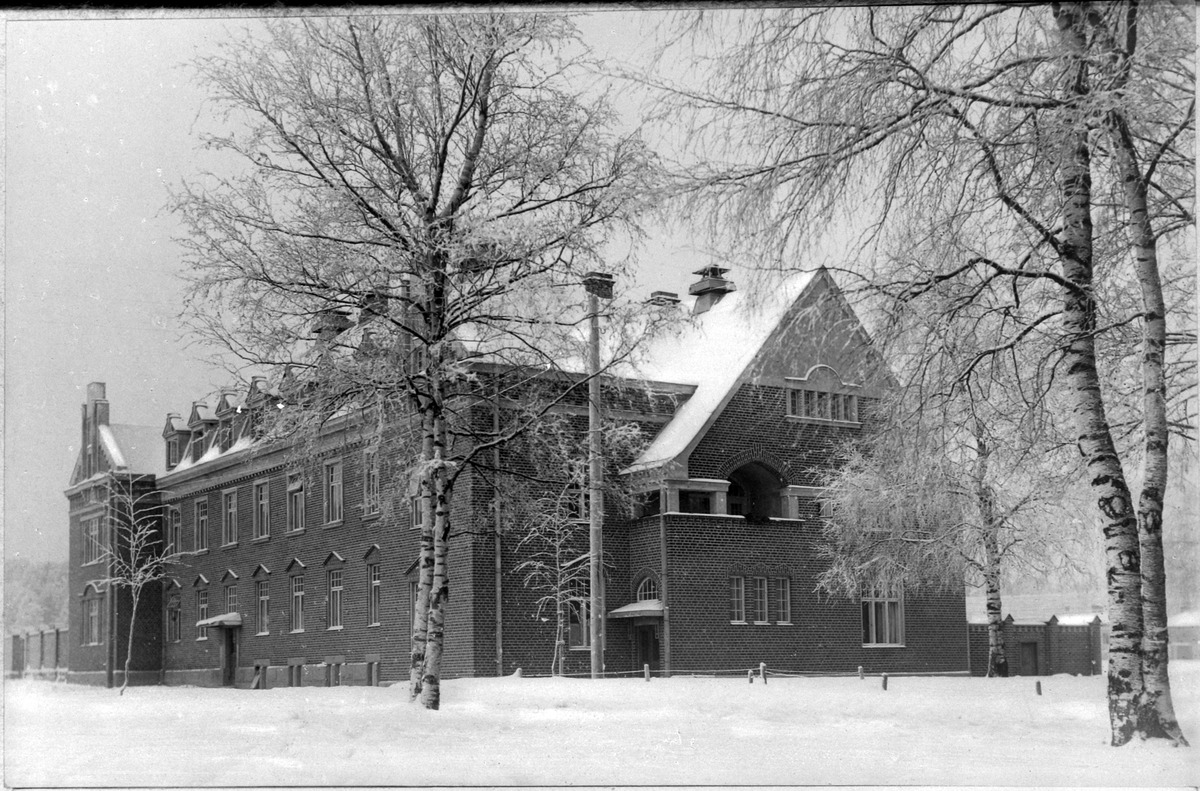
Hôpital Marjata.
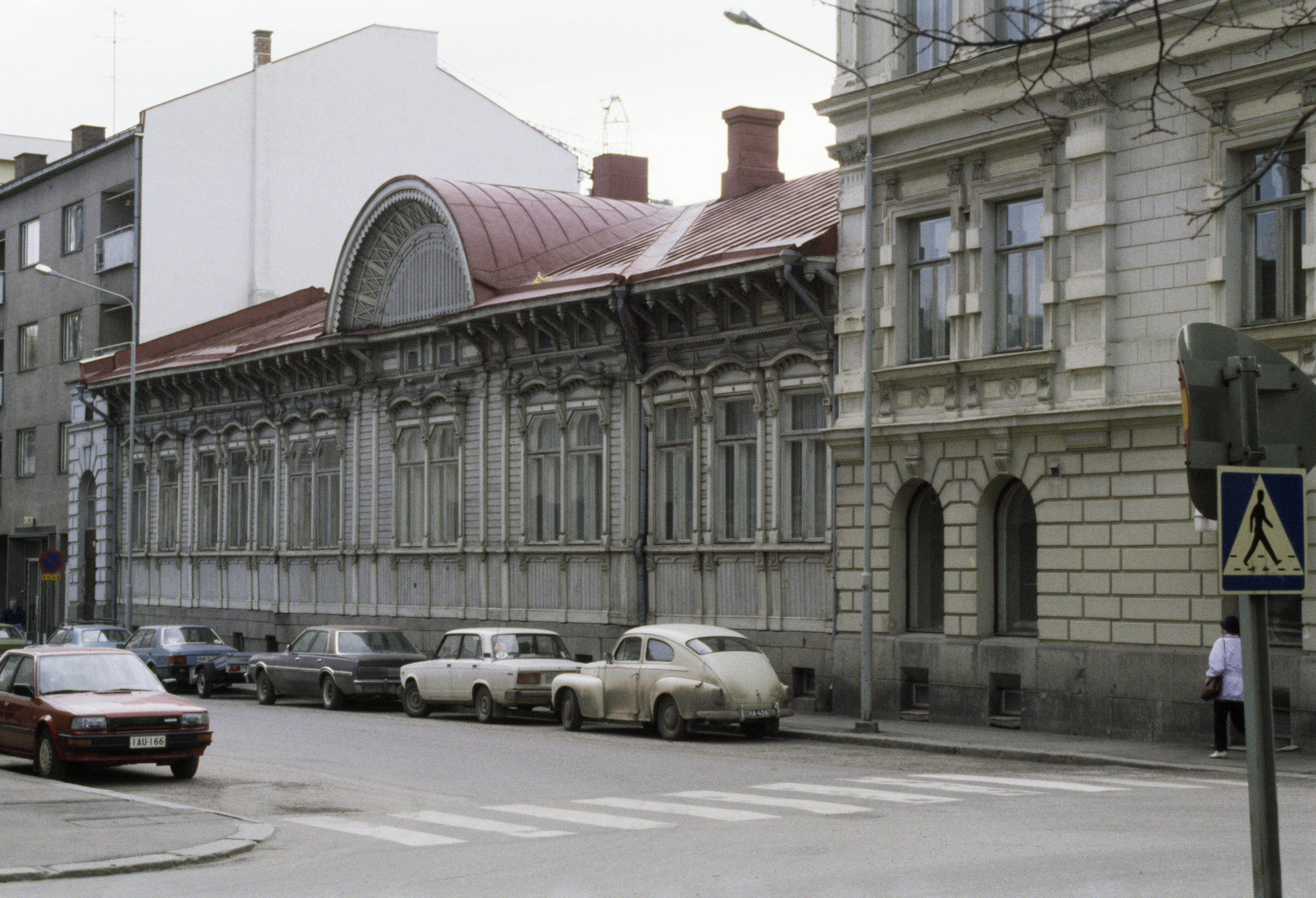
Näsilinnankatu 38.